# Suuri-Saarinen
Suuri-Saarinen är en sjö i kommunen Sulkava i landskapet Södra Savolax i Finland. Sjön ligger 90 meter över havet. Arean är 57 hektar och strandlinjen är 5,64 kilometer lång. Sjön  ingår i Vuoksens huvudavrinningsområde.   Den ligger omkring 63 kilometer öster om S:t Michel och omkring 260 kilometer nordöst om Helsingfors. 
I sjön finns ön Saarisensaari. 